# Vicente Fabella

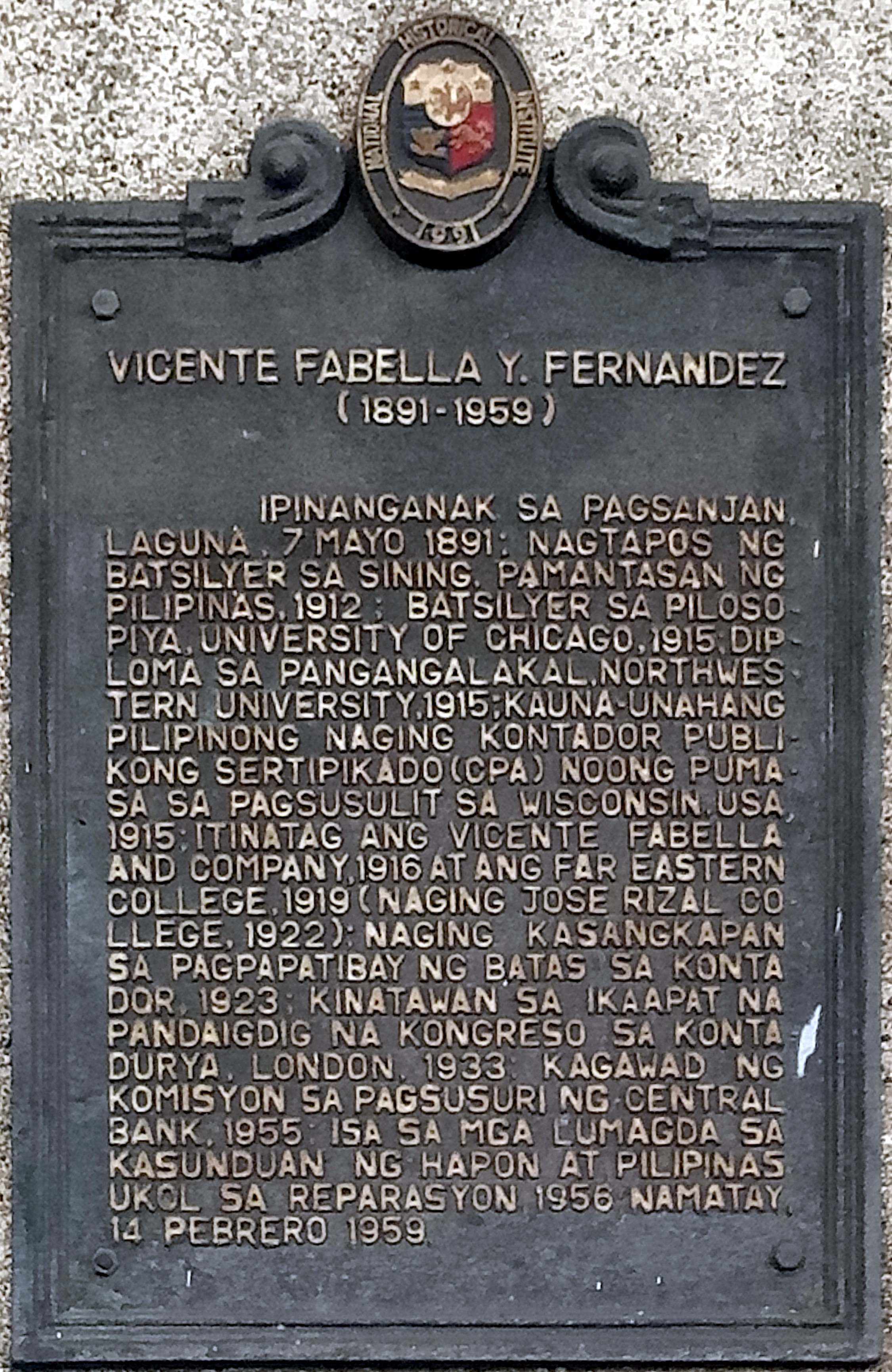
Plaquette van het NHI over Vicente Fabella

Vicente Fabella (Pagsanjan, 7 mei 1891 – 14 februari 1959) was een Filipijns accountant en universiteitsbestuurder.

## Biografie
Vicente Fabella werd geboren op 7 mei 1891 in Pagsanjan in de Filipijnse provincie Laguna. Hij was het derde kind van zes kinderen van burgemeester van Pagsanjan Juan Fabella en Damiana Fernandez. Fabella voltooide in 1912 een bachelor of arts-diploma aan de University of the Philippines. Nadien vervolgde hij zijn studie in de Verenigde Staten. Hij rondde een bachelor of philosophy af aan de Universiteit van Chicago en in 1915 rondde hij tevens een opleiding Handel aan Northwestern-universiteit. Ook slaagde hij dat jaar voor het toelatingsexamen voor Certified Public Accountant (CPA) in de staat Wisconsin. Na terugkeer in de Filipijnen, in het jaar erna, begon hij een eigen accountancykantoor Vicente Fabella and Company.
In 1919 was Fabella een van de initiators van de oprichting van het Far Eastern College of Accounts Commerce and Finance. In 1922 werd deze school hernoemd naar Jose Rizal College. Een jaar later werden ook voor het eerst CPA-examens afgenomen in de Filipijnen. Fabella was een van de eersten die een licentie kregen. Hij was met zijn kantoor ook betrokken bij opstellen van de CPA Law, de wetgeving waarin dit alles werd geregeld. Fabella was decaan van de Far Eastern College of Accounts Commerce and Finance en latere Jose Rizal College van de oprichting tot 1946. Van 1946 tot zijn dood was Fabella president van de onderwijsinstelling, die in 2000 de status van universiteit toegekend kreeg. 
Fabella was in 1932 een van de oprichters van de Philippine Association of Colleges and Universities (PACU) en was ook betrokken bij de oprichting van diverse andere Filipijnse organisaties zoals de oprichting van de NCAA en het ROTC in 1937.  
Fabella overleed in 1959 op 67-jarige leeftijd. Hij was getrouwd met Carmen de Jesus, die na zijn dood het presidentschap van Jose Rizal College van hem overnam. Samen kregen ze drie kinderen 